# 既富束腰蟹
既富束腰蟹（學名：Somanniathelphusa kyphuensis）是一種分佈於越南太原省的澤蟹科淡水蟹。本物種的學名源於其發現地：太原省（發現時太原省仍未成立，當時仍然是北太省）的大慈縣既富社。